# Surpost
Surpost is het nationale postbedrijf van Suriname.

## Geschiedenis
Aan het eind van de 18e eeuw werd het eerste postkantoor in Suriname gevestigd door de Engelsen. Het bleef in werking tot 1815. In dat jaar werd Suriname bij het verdrag van Parijs een Nederlandse kolonie.
Het eerste postkantoor fungeerde toen verder als reguliere postadministratie.
Het eerste Reglement op de Posterijen te Suriname werd uitgevaardigd op 7 oktober 1828 en trad in werking op 1 januari 1829. Onder toezicht van de Algemene Secretaris werden postdiensten verricht door ambtenaren van de Algemene Secretarij.
Volgens het Besluit van 26 maart 1875, werd de uitvoering van postdiensten opgedragen aan de Administrateur van Financiën. De Internationale Pakketpostdienst werd in Suriname ingevoerd in 1892. Het postwisselverkeer tussen Nederland en Suriname werd op 1 januari 1888 bij Koninklijk Besluit een feit.
Met de inwerkingtreding van de Internationale Postwisselovereenkomst in 1892 werd het giraal verkeer met de rest van de wereld ook mogelijk. Per 1 oktober 1873 werd het gebruik van postzegels in Suriname ingevoerd. Voor 1929 werd het postverkeer van Suriname geregeld door bepalingen van het Nederlands Gouvernement. Na 1 september 1922 werd de Gouverneur van Suriname aangewezen om het postverkeer van Suriname, zowel lokaal als internationaal te regelen. De Dienst der Posterijen ressorteerde vanaf 1951 onder het Ministerie van Financiën. De Directeur der Posterijen was het hoofd van de toenmalige postorganisatie. In de samenleving is aan het postwezen een sociale functie toebedeeld m.n. de zorg voor onderhoud, bevordering en instandhouding van een postaal communicatie- en transportnetwerk. In het Staats Besluit van 5 februari 1986 inhoudende de vaststelling van een Reglement op de Postdienst in Suriname zijn aan de postdienst een aantal taken opgedragen.

## Verzelfstandiging
Bij Wet van 4 april 1993 is het Surinaams Postbedrijf ‘Surpost’ ingesteld. Surpost werd opgericht als rechtspersoon “Sui Generis”, aangezien deze rechtsvorm voorziet in de uitoefening van overheidsinvloed op de openbare nutstaken van het postbedrijf. Het postbedrijf wordt bestuurd door een algemeen directeur, bijgestaan door een financieel directeur, een management team, stafleden en CAO- medewerkers. Een door de Minister van Financiën benoemde Raad van Commissarissen oefent controle uit op het door de Directie gevoerde beleid. Door de nieuwe en autonome bedrijfsvorm is aan het postbedrijf die ruimte en flexibiliteit verleend, waardoor het op een snelle en effectieve wijze kan inspelen op ontwikkelingen in de postale markt en een goede invulling kan geven aan de haar toegewezen taken. In de achter ons liggende jaren is internationaal merkbaar, dat vanwege verschillende redenen overheden weinig tot geen aandacht schonken aan Postadministraties. Men was de mening toegedaan dat er vanwege de duidelijker merkbare veranderingen op telecommunicatie-gebied, meer tijd en geld in die sector moest worden geïnvesteerd. Over het algemeen is de verhouding tussen bedrijf en Staat nu zodanig, dat zowel recht wordt gedaan aan de taak van de Staat om het algemeen belang van een goed functionerende landelijke postdienst te behartigen als aan het belang van het bedrijf om te functioneren met inachtneming van een bedrijfseconomisch verantwoordelijke exploitatie.